# قائمة الأعلام التي تحوي نصا باللغة العربية
قائمة الأعلام التي تتضمن نصوصاً (كلمات أو جمل) باللغة العربية:

## القائمة
| العلم                                   | تاريخ الاستعمال | النص العربي |
| --------------------------------------- | --------------- | --- |
| حرس الثورة الإسلامية                    | حتى الآن        | 1. إِنَّ اللَّهَ يُحِبُّ الَّذينَ يُقاتِلونَ في سَبيلِهِ صَفًّا كَأَنَّهُم بُنيانٌ مَرصوص 2. وَأَعِدّوا لَهُم مَا استَطَعتُم مِن قُوَّةٍ"                                                                          |
| حركة أمل                                | حتى الآن        | أمل |
| حزب الله                                | حتى الآن        | 1. فإن حزب الله هم الغالبون 2. المقاومة الإسلامية في لبنان 3. حزب الله                                                                                                |
| عمان (مدينة)                            | 1945 – الآن     | عمّان |
| علم جامعة الدول العربية                 | 1945 – الآن     | جامعة الدول العربية |
| محافظة البحيرة                          | حتى الآن        | البحيرة |
| باسيج                                   | حتى الآن        | وأعدوا لهم ما استطعتم من قوة |
| بيروت                                   | حتى الآن        | بيروت أم الشرائع |
| علم بروناي                              | 1959 – الآن     | الدائمون المحسنون بالهدى |
| رابط الصورة عصائب أهل الحق              | حتى الآن        | 1. إنهم فتية آمنوا بربهم 2. عصائب أهل الحق |
| علم سلطان بروناي                        | 1999 – الآن     | 1. الله 2. تبارك الذي بيده الملك |
| رابط الصورة قوات أبو الفضل العباس       | حتى الآن        | 1. قيادة قوات أبو الفضل العباس (ع) 2. إن تنصروا الله ينصركم 3. المقر العام                                                                                            |
| القوة الجوفضائية لحرس الثورة الإسلامية  | حتى الآن        | 1. إِنَّ اللَّهَ يُحِبُّ الَّذينَ يُقاتِلونَ في سَبيلِهِ صَفًّا كَأَنَّهُم بُنيانٌ مَرصوص 2. وَأَعِدّوا لَهُم مَا استَطَعتُم مِن قُوَّةٍ"                                                                          |
| محافظة القاهرة                          | حتى الآن        | القاهرة |
| علم جزر القمر                           | 1996 – 2001     | 1. اللّه 2. محمّد |
| علم مصر                                 | 1984 – الآن     | جمهورية مصر العربية |
| رئيس مصر                                | 1984 – الآن     | جمهورية مصر العربية |
| رئيس إرتريا                             | 1993 – الآن     | دولة إرتريا، |
| محافظة الفيوم                           | حتى الآن        | جمهورية مصر العربية |
| الفجيرة                                 | 1952 – 62       | الفجيرة |
| اتحاد الجمهوريات العربية                | 1972 – 84       | اتحاد الجمهوريات العربية |
| حيفا                                    | حتى الآن        | حيفا |
| علم الكويت                              | 1899 – 1961     | كويت |
| محافظة الأقصر                           | حتى الآن        | محافظة الأقصر |
| محافظة مطروح                            | حتى الآن        | محافظة مطروح |
| قائمة حكام المغرب                       | حتى الآن        | إن تنصروا الله ينصركم |
| علم فلسطين                              | حتى الآن        | فلسطين |
| محافظة بورسعيد                          | حتى الآن        | جمهورية مصر العربية |
| علم قطر                                 | 1936 – 49       | قطر |
| محافظة جنوب سيناء                       | حتى الآن        | محافظة جنوب سيناء |
| رؤساء جمهورية اليمن الديمقراطية الشعبية | 1970 – 90       | جمهورية اليمن الديمقراطية الشعبية |
| قائمة رؤساء السودان                     | 1985 – الآن     | 1. النصر لنا 2. جمهورية السودان |
| قائمة رؤساء السودان                     | 1970 – 85       | 1. النصر لنا 2. جمهورية السودان الديمُقراطية |
|                                         | حتى الآن        | مدينة تونس |
| رئيس الإمارات العربية المتحدة           | 1973 – الآن     | الإمارات العربية المتحدة |
| رئيس الجمهورية اليمنية                  | 1990 – الآن     | الجمهورية اليمنية |
| الشرطة الإيرانية                        | حتى الآن        | 1. مُحَمَّدٌ رَسُولُ اللَّهِ وَالَّذِينَ مَعَهُ أَشِدَّاءُ عَلَى الْكُفَّارِ رُحَمَاءُ بَيْنَهُمْ 2. الْآمِرُونَ بِالْمَعْرُوفِ وَالنَّاهُونَ عَنِ الْمُنكَرِ وَالْحَافِظُونَ لِحُدُودِ اللَّهِ ۗ وَبَشِّرِ الْمُؤْمِنِينَ 3. كُونُواْ قَوَّامِينَ لِلّهِ شُهَدَاء بِالْقِسْط |
| حزب الدعوة الإسلامية                    | حتى الآن        | حزب الدعوة الإسلامية |
| القوة البرية العراقية                   | حتى الآن        | قيادة القوات البرية |
| القوة البحرية العراقية                  | حتى الآن        | قيادة القوة العراقية |
| القوات الخاصة العراقية                  | حتى الآن        | العمليات الخاص |
| كتائب حزب الله                          | حتى الآن        | 1. فقاتلوا أئمة الكفر إنهم لا إيمان لهم 2. كتائب حزب الله |
| جيش الجمهورية الإسلامية الإيرانية       | حتى الآن        | 1. إِنَّ اللَّهَ يُحِبُّ الَّذينَ يُقاتِلونَ في سَبيلِهِ صَفًّا كَأَنَّهُم بُنيانٌ مَرصوص 2. وَأَعِدّوا لَهُم مَا استَطَعتُم مِن قُوَّةٍ 3. وَإِنَّ جُنْدنَا لَهُمْ الْغَالِبُونَ                                                 |
| رابط الصورة كتائب سيد الشهداء           | حتى الآن        | 1. نصر من الله وفتح قريب 2. كتائب سيد الشهداء (ع) 3. المقاومة الإسلامية في العراق                                                                                     |
| قوات محمد رسول الله                     | حتى الآن        | 1. إِنَّ اللَّهَ يُحِبُّ الَّذينَ يُقاتِلونَ في سَبيلِهِ صَفًّا كَأَنَّهُم بُنيانٌ مَرصوص 2. وَأَعِدّوا لَهُم مَا استَطَعتُم مِن قُوَّةٍ" 3. محمد رسول الله                                                        |
| القوات الجوية العربية السورية           | حتى الآن        | القوى الجوية |
| القوات المسلحة السورية                  | حتى الآن        | 1. وطن شرف إخلاص 2. الجيش العربي السوري |
| القوات البرية العربية السورية           | حتى الآن        | القوى البرية |
| البحرية السورية                         | حتى الآن        | القوى البحرية |
| قوات سوريا الديمقراطية                  | حتى الآن        | قوات سوريا الديمقراطية |
| القوات الجوية اليمنية                   | حتى الآن        | 1. ولله جنود السموات والأرض 2. القوات الجوية والدفاع الجوي |
| القوات البحرية اليمنية                  | حتى الآن        | القوات البحرية اليمنية والدفاع الساحلي |
| رابط الصورة الحشد الشعبي                | حتى الآن        | 1. جمهورية العراق 2. الله اكبر 3. الحشد الشعبي |
| رابط الصورة منظمة بدر                   | حتى الآن        | ولقد نصركم الله ببدر |
| فيلق القدس                              | حتى الآن        | وأعدوا لهم ما استطعتم من قوة |
| جامعة الإمام علي للضباط                 | حتى الآن        | فالجنود بإذن الله حصون الرعية |
| المجلس الأعلى الإسلامي العراقي          | حتى الآن        | 1. وَتَعَاوَنُوا عَلَى الْبِرِّ وَالتَّقْوَىٰ 2. المجلس الاعلى الاسلامي العراقي |
| حركة النجباء                            | حتى الآن        | 1. وَجَاهِدُوا فِي اللَّهِ حَقَّ جِهَادِهِ ۚ هُوَ اجْتَبَاكُمْ 2. حركة حزب الله النجباء |
| لواء اليوم الموعود                      | حتى الآن        | لبيك يا محمد |

## الشهادتان
تتضمن الأعلام التالية نص الشهادتين، وهو «لا إله إلا الله محمد رسول الله»
| العلم                                        | فترة استخدام العلم   | موقع النص                      |
| -------------------------------------------- | -------------------- | ------------------------------ |
| علم أفغانستان                                | 2004 – الآن          | أعلى الشعار                    |
| علم أفغانستان                                | 1992                 | في شريط المنتصف                |
| علم أفغانستان                                | 1992 – 96، 2001 – 02 | داخل الشعار                    |
| علم أفغانستان (طالبان)                       | 1997 – 2001          |                                |
| علم أفغانستان                                | 2002 – 04            | في أعلى الشعار                 |
| الإمارة الإدريسية في المخلاف السليماني وعسير | 1906 – 34            |                                |
| الجبهة الوطنية لتحرير مورو                   | 2013 – الآن          | في النجمة والهلال              |
| حركة حماس                                    | حتى الآن             |                                |
| مملكة الحجاز ونجد وملحقاتها                  | 1926 – 32            |                                |
| تنظيم الدولة الإسلامية (داعش)                | 2006 – الآن          |                                |
| علم الكويت                                   | 1956 – 61            | عمودياً على طول الحافة المتموجة |
| المملكة المتوكلية اليمنية                    | 1923 – 27            |                                |
| الدولة السعودية الثالثة                      | 1902 – 21            |                                |
| سلطنة نجد                                    | 1921 – 26            |                                |
| علم السعودية                                 | 1932 – الآن          |                                |
| العلم الملكي السعودي                         | 1932 – الآن          |                                |
| علم أرض الصومال                              | 1996 – الآن          |                                |
| هيئة تحرير الشام                             | 2017 – الآن          |                                |
| حكومة الإنقاذ السورية                        | 2018 – الآن          |                                |

## الله أكبر
تتضمن الأعلام التالية نص التكبير في الإسلام، أي عبارة (الله أكبر)
| العلم                          | فترة الاستخدام | موقع العبارة                                   |
| ------------------------------ | -------------- | ---------------------------------------------- |
| علم أفغانستان                  | 1992           | في الشريط العلوي                               |
| علم إيران                      | 1980 – الآن    | مكررة 22 مرة في هوامش الأشرطة الحمراء والخضراء |
| علم العراق                     | 1991 – الآن    |                                                |
| منظمة التعاون الإسلامي         | 1969 – الآن    |                                                |
| حوثيون                         | حتى الآن       |                                                |
| حركة الجهاد الإسلامي في فلسطين | 1981– الآن     |                                                |